# Wostocznyj (rejon oktiabrski)
Wostocznyj (ros. Восточный) – osiedle w Rosji, w obwodzie amurskim, w rejonie oktiabrskim. W 2010 liczyło 1411 mieszkańców.